# باز هارجروف
باز هارجروف هو نقابي كندي، ولد في 8 مارس 1944 في باث في كندا.